# Steve Fonti
Steven Patrick Fonti est un scénariste, réalisateur et artiste de storyboard américain principalement connu pour son travail sur les séries télévisées d'animation Bob l'éponge et Les Griffin.

## Filmographie

### Scénariste
- 1995 : Political Correction
- 1999-2012 : Bob l'éponge (16 épisodes)

### Réalisateur
- 1995 : Political Correction

### Artiste de storyboard
- 1999 : Bob l'éponge (4 épisodes)
- 2001 : Osmosis Jones de  Peter Farrelly et Bobby Farrelly
- 2002 : Huit Nuits folles d'Adam Sandler (Eight Crazy Nights) de Seth Kearsley
- 2002-2003 : Futurama (5 épisodes)
- 2005 : Winnie l'ourson et l'Éfélant
- 2006 : Nos voisins, les hommes (Over the Hedge) de Tim Johnson et Karey Kirkpatrick
- 2005 : L'Incroyable Histoire de Stewie Griffin (Stewie Griffin: The Untold Story) de Pete Michels et Peter Shin
- 2005-2012 : Les Griffin (4 épisodes)
- 2007 : Le Sortilège de Cendrillon de Frank Nissen

## Récompenses
- 2007 : Primetime Emmy Award de la meilleure performance individuelle en animation pour l'épisode Le Bal des délits blancs de la série Les Griffin.
- 2008 : Annie Award du meilleur storyboard pour la télévision pour l'épisode Le Bal des délits blancs de la série Les Griffin.